# Charles Nissens

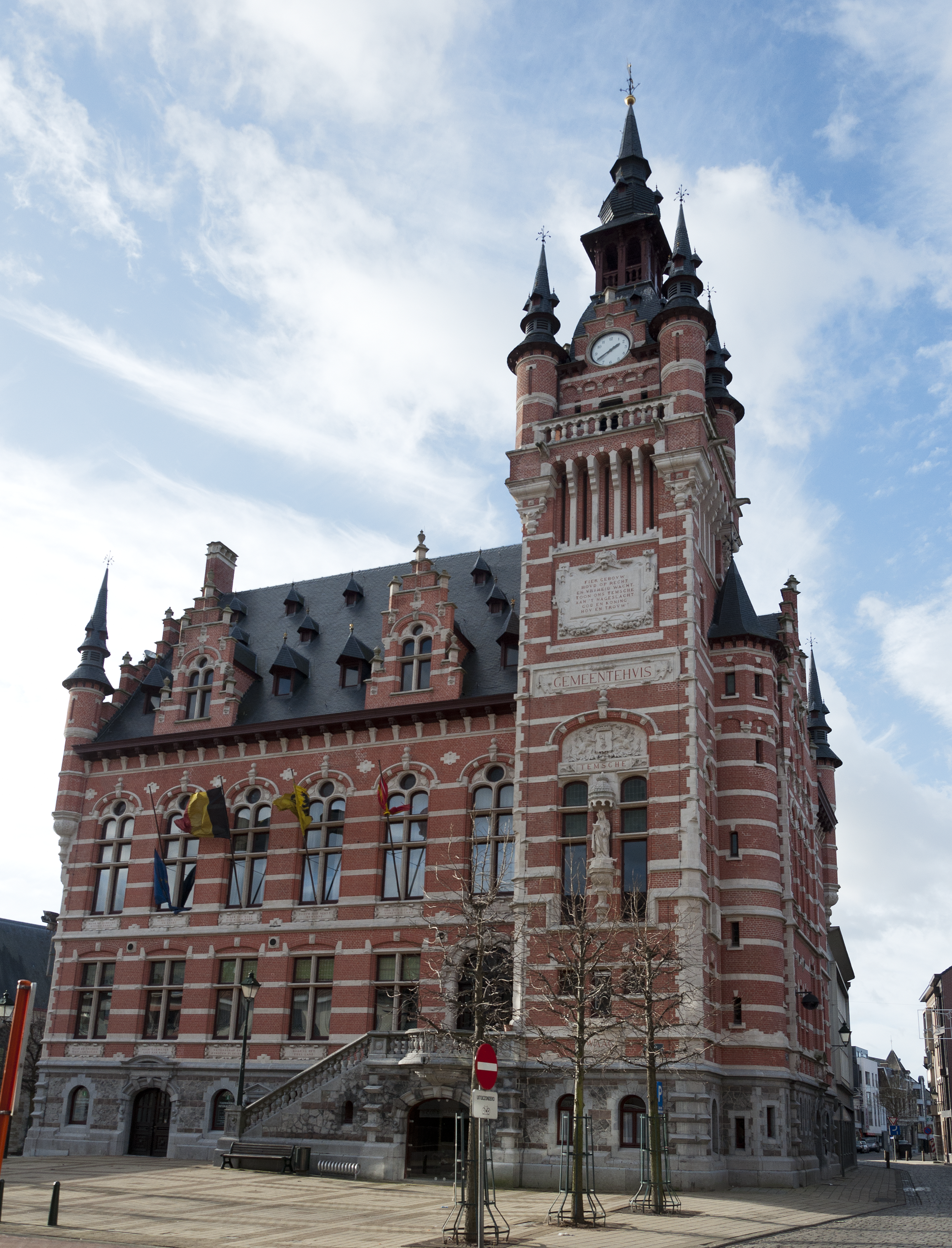
Gemeentehuis van Temse

Carolus (Charles) Ludovicus Nissens (Temse, 11 juli 1858 - 1919) was een Belgisch architect.

## Levensloop
Hij ontwierp voornamelijk burgerhuizen in neorenaissance- en eclectische stijl. Bekende werken van zijn hand zijn onder meer het Huis Pieter De Coninck te Sint-Niklaas (1902), het gemeentehuis van Temse (1905) en de pastorie van Kruibeke (1906).